# The Globe Sessions
The Globe Sessions is Sheryl Crows derde album uit 1998.

## Achtergrondinformatie
Na de tour volgend op het succes van het tweede album, trok Sheryl zich terug in haar eigen studio in New York: The Globe. In interviews vertelt ze dat ze depressief was. Dit gevoel is in nummers als 'Am I Getting Through', 'It Don't Hurt' en 'Crash and Burn' goed thuis te brengen.
Het album wordt uitgebracht kort na het verbreken van haar relatie met Eric Clapton. Er doen geruchten de ronde dat de eerste single ('My Favorite Mistake') over die relatie gaat, maar Sheryl heeft dit altijd ontkend.
Het nummer 'Mississippi' is geschreven door Bob Dylan. Nadat Sheryl het nummer opnieuw had gearrangeerd voor The Globe Sessions nam Dylan het zelf op voor zijn album Love and Theft uit 2001.
Aan het einde van 'Crash and Burn' (oorspronkelijk opgenomen als een up-tempo nummer, maar in een langzame versie op het album beland) volgt hidden track 'Subway Ride'. Dit nummer gaat over de afzettingsprocedure tegen Bill Clinton.
Achteraf zegt Sheryl dat ze met veel plezier terugdenkt aan de tijd die ze met muzikanten heeft doorgebracht in The Globe. Dit is waarschijnlijk ook de reden waarom ze de oorspronkelijke titel Riverwide op het laatste moment veranderde in The Globe Sessions.

## Tracklist
01. My Favorite Mistake

02. There Goes the Neighborhood

03. Riverwide

04. It Don't Hurt

05. Maybe That's Something

06. Am I Getting Through (part I & II)

07. Anything But Down

08. The Difficult Kind

09. Mississippi

10. Members Only

11. Crash and Burn

Bonus track Europa:

12. Resuscitation

Bonus track op nieuwe versie 1999:

13. Sweet Child O' Mine